# Список лідерів України

## Лідери під час Російсько-Австрійської окупації 1772–1917
Після першого поділу Речі Посполитої 1772, українські землі були поділені між Австрійкою і Російською Імперіями, хоча деякі землі України були під Росією ще до поділу. 

#### Російські Імператори (1762 – 1917)
- Катерина II (28 червня (9 липня) 1762 — 6 (17) листопада 1796)
- Павло I (6 (17) листопада 1796 — 12 (24) березня 1801)
- Олександр I (12 (24) березня 1801 — 19 листопада (1 грудня) 1825)
- Микола I (19 листопада (1 грудня) 1825 — 18 лютого (2 березня) 1855)
- Олександр II (18 лютого (2 березня) 1855 — 1 (13) березня 1881)
- Олександр III (1 (13) березня 1881 — 20 жовтня (1 листопада) 1894)
- Микола II (20 жовтня (1 листопада) 1894 — 2 (15) березня 1917)

#### Австрійські Імператори (1772 – 1918)
- Марія-Терезія (1772 –1 780)
- Йосип ІІ (1780 – 1790)
- Леопольд II (1790 – 1792)
- Франц І (1792 – 2 березня 1835)
- Фердинанд І (2 березня 1835 – 2 грудня 1848)
- Франц Йосип І (2 грудня 1848 – 21 листопада 1916)
- Карл І (21 листопада 1916 – 11 листопада 1918)

## Нерадянські лідери України 1917–1991

### Українська Народна Республіка(1917–1921)
Українська Народна Республіка створена після російської революції 1917, існувала до підписання Ризького миру між Польщею та Радянською Росією, в березні 1921. Назви посад різноманітні і, незважаючи на достатньо поширену помилку, жоден з керівників не мав офіційно президентську посаду.

#### Голова Центральної Ради (Рада)
- Науменко Володимир Павлович (4 — 27 березня 1917)
- Грушевський Михайло Сергійович (4 березня 1917 — 29 квітня 1918))

#### ГетьманУкраїнської держави
- Скоропадський Павло Петрович (29 квітня — 14 грудня 1918)

#### Голова Директорії
- Винниченко Володимир Кирилович (14 грудня 1918 — 11 лютого 1919)
- Петлюра Симон Васильович (11 лютого 1919 — 10 листопада 1920)

### Західноукраїнська Народна Республіка(1918–1919)
Уряд Західноукраїнської Народної Республіки, яка була проголошена 19 жовтня 1918, об'єднався з УНР 22 січня 1919, хоча це було головним чином символічний акт, оскільки західні українці зберегли свою Українську Галицьку армію та державні структури. Після української-польської війни, Польща отримала більшу частину території Західноукраїнської Народної Республіки.

#### Президент Української Національної Ради
- Петрушевич Євген Омелянович (1 листопада 1918 — 22 січня 1919)

### Українська Народна Республікау вигнанні (1921–1992)
(в Парижі та Празі до 1945, у Мюнхені 1945–1992)

#### Голова Директорії
- Петлюра Симон Васильович (12 листопада 1920 — 25 травня 1926)
- Лівицький Андрій Миколайович (25 травня 1926 — 10 липня 1948)

#### Президент
- Лівицький Андрій Миколайович (10 липня 1948 — 17 січня 1954)
- Витвицький Степан Порфирович (6 березня 1954 — 9 жовтня 1965)
- Лівицький Микола Андрійович (22 березня 1967 — 8 грудня 1989)
- Плав'юк Микола Васильович (8 грудня 1989 — 22 серпня 1992)

## Радянські керівники України (1918/1921-1991)
Україна увійшла до складу СРСР 30 грудня 1922.

### Голова Центрального Виконавчого Комітету
- Медведєв Юхим Григорович (25 грудня 1917 — 18 березня 1918)
- Затонський Володимир Петрович (18 березня 1918 — 18 квітня 1918) (Українська республіка була практично ліквідована)
- Всеукраїнське Бюро керування партизанськими загонами проти німецьких окупантів (18 квітня 1918 — 28 листопада 1918)

- Петровський Григорій Іванович (10 березня 1919 — березень 1938)
- Корнієць Леонід Романович (березень 1938 — 25 липня 1938)

### Перший спікерВерховної Ради
- Бурмистенко Михайло Олексійович (25 липня 1938 — 27 липня 1938)

### Голова ПрезидіїВерховної Ради
- Корнієць Леонід Романович (27 липня 1938 — 28 липня 1939)
- Михайло Гречуха (28 липня 1939 — 18 грудень 1954)
- Коротченко Дем'ян Сергійович (18 січня 1954 — 7 квітня 1969)
- Ляшко Олександр Павлович (7 квітня 1969 — 8 червня 1972)
- Грушецький Іван Самійлович (8 червня 1972 — 24 червня 1976)
- Олексій Ватченко (24 червня 1976 — 22 листопада 1984)
- Шевченко Валентина Семенівна (22 листопада 1984 — 4 червня 1990)

### ГоловаВерховної Ради
- Івашко Володимир Антонович (4 червня 1990 — 9 липня 1990)
- Плющ Іван Степанович (9 липня 1990 — 23 липня 1990)
- Кравчук Леонід Макарович (23 липня 1990 — 5 грудня 1991)

## Україна (1991— теперішній час)
5 липня 1991, Верховна Рада Української РСР прийняла закон про заснування посади Президент Української РСР. Назва була змінена на Президент України під час проголошення незалежності (24 серпня 1991). Перші вибори Президента України відбулися 1 грудня 1991.
      Безпартійний
      Наша Україна
      Партія регіонів
      Батьківщина
      Європейська солідарність
      Слуга народу
| #    | Президент | Президент                          | Обрано            | Вступив на посаду | Покинув посаду    | Партія                                        |
| ---- | --------- | ---------------------------------- | ----------------- | ----------------- | ----------------- | --------------------------------------------- |
| 1    |           | Кравчук Леонід Макарович           | 1991              | 5 грудня 1991     | 19 липня 1994     | Безпартійний                                  |
| 2    |           | Кучма Леонід Данилович             | 1994              | 19 липня 1994     | 14 листопада 1999 | Безпартійний                                  |
| 2    | 1999      | Кучма Леонід Данилович             | 14 листопада 1999 | 23 січня 2005     |                   | Безпартійний                                  |
| 3    |           | Ющенко Віктор Андрійович           | 2004              | 23 січня 2005     | 25 лютого 2010    | Безпартійний (Підтриманий «Нашою Україною»)   |
| 4    |           | Янукович Віктор Федорович          | 2010              | 25 лютого 2010    | 22 лютого 2014    | Партія регіонів                               |
| в.о. |           | Турчинов Олександр Валентинович    | —                 | 23 лютого 2014    | 7 червня 2014     | Батьківщина                                   |
| 5    |           | Порошенко Петро Олексійович        | 2014              | 7 червня 2014     | 20 травня 2019    | Безпартійний (Підтриманий БПП «Солідарність») |
| 6    |           | Зеленський Володимир Олександрович | 2019              | 20 травня 2019    | чинний            | Безпартійний (Висунутий від «Слуги народу»)   |